# El-Aurian
El-Aurian is een fictief ras uit het Star Trek-universum.

## Oorsprong
De El-Aurianen, ook wel bekend onder de naam Luisteraars, komen uit het El-Auriastelsel. Al voordat de mensheid ruimtevluchten kon maken, bezochten El-Aurianen de aarde. Toen in 2265 de Borg hun planeet aanvielen, werden de weinige overlevenden door de ruimte verspreid. Ze kwamen op vele planeten terecht.
El-Aurianen kunnen vele honderden jaren oud worden en voelen instinctmatig wanneer de tijd niet op de normale manier verloopt. Ook zijn ze empathisch, waardoor ze vaak als adviseur of vertrouwenspersoon optreden. Lichamelijk zijn ze, op hun hoge leeftijd na, volledig gelijk aan mensen.

## Bekende El-Aurianen
Enkele bekende El-Aurianen zijn:
- Guinan, de bardame van Ten Forward, de sociale ontmoetingsruimte op de Enterprise-D (in Star Trek: The Next Generation)
- Dr. Tolian Soran, een wetenschapper die experimenteert met de "Nexus" (film Star Trek: Generations)
- Martus Mazur